# پائولو ادسون ناسیمنتو کوستا
پائولو ادسون ناسیمنتو کوستا (به پرتغالی: Paulo Edson Nascimento Costa) مدافع اهل برزیل است که در شهر پورتو الگره و در تاریخ ۱۵ مهٔ ۱۹۸۱ به دنیا آمده‌است.
پائولو ادسون ناسیمنتو کوستا در تیم‌های فوتبال Veranópolis سابقهٔ حضور دارد.